# NGC 3724
NGC 3724 (również PGC 35757) – galaktyka spiralna (S0-a), znajdująca się w gwiazdozbiorze Pucharu. Odkrył ją w 1886 roku Francis Leavenworth. Identyfikacja obiektu NGC 3724 nie jest pewna ze względu na niedokładność podanej przez odkrywcę pozycji. W bazie SIMBAD galaktyka ta jest skatalogowana jako NGC 3722, natomiast jako NGC 3724 skatalogowano sąsiednią galaktykę MCG-01-30-005, którą inne źródła identyfikują jako NGC 3722.